# Sztum (gmina)
Sztum est une gmina mixte du powiat de Sztum, Poméranie, dans le nord de la Pologne. Son siège est la ville de Sztum, qui se situe environ 56 km au sud-est de la capitale régionale Gdańsk.
La gmina couvre une superficie de 180,84 km2 pour une population de 17 578 habitants en 2017.

## Géographie
Outre la ville de Sztum, la gmina inclut les villages de Barlewice, Barlewiczki, Biała Góra, Brzezi Ostrów, Cygusy, zernin, Goraj, Górki, Gościszewo, Gronajny, Grzępa, Kępina, Koniecwałd, Koślinka, Kuliki, Lipka, Michorowo, Nowa Wieś, Nowiny, Parowy, Parpary, Piekło, Pietrzwałd, Polaszki, Postolin, Ramzy Małe, Ramzy Wielkie, Szpitalna Wieś, Sztumska Wieś, Sztumskie Pole, Uśnice, Węgry et Zajezierze.
La gmina borde les gminy de Gniew, Malbork, Mikołajki Pomorskie, Miłoradz, Pelplin, Ryjewo et Stary Targ.